# 史密斯維爾-桑德斯 (印地安納州)
史密斯維爾-桑德斯（英語：Smithville-Sanders）是一個位於美國印地安納州門羅縣的人口普查指定地區。

## 人口
根據2010年美國人口普查的數據，史密斯維爾-桑德斯的面積為27.76平方千米，當中陸地面積為27.76平方千米，而水域面積為0.00平方千米。當地共有人口3184人，而人口密度為每平方千米115人。